# Kochlöffel

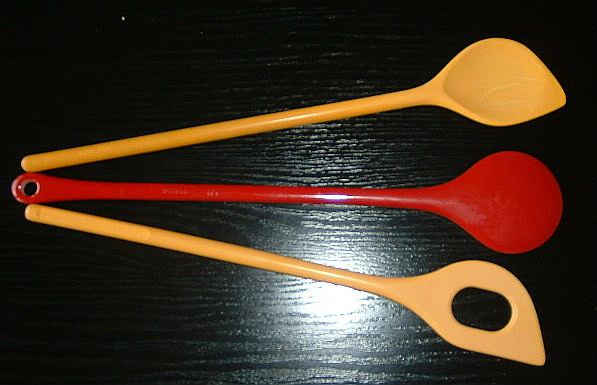
Kochlöffel

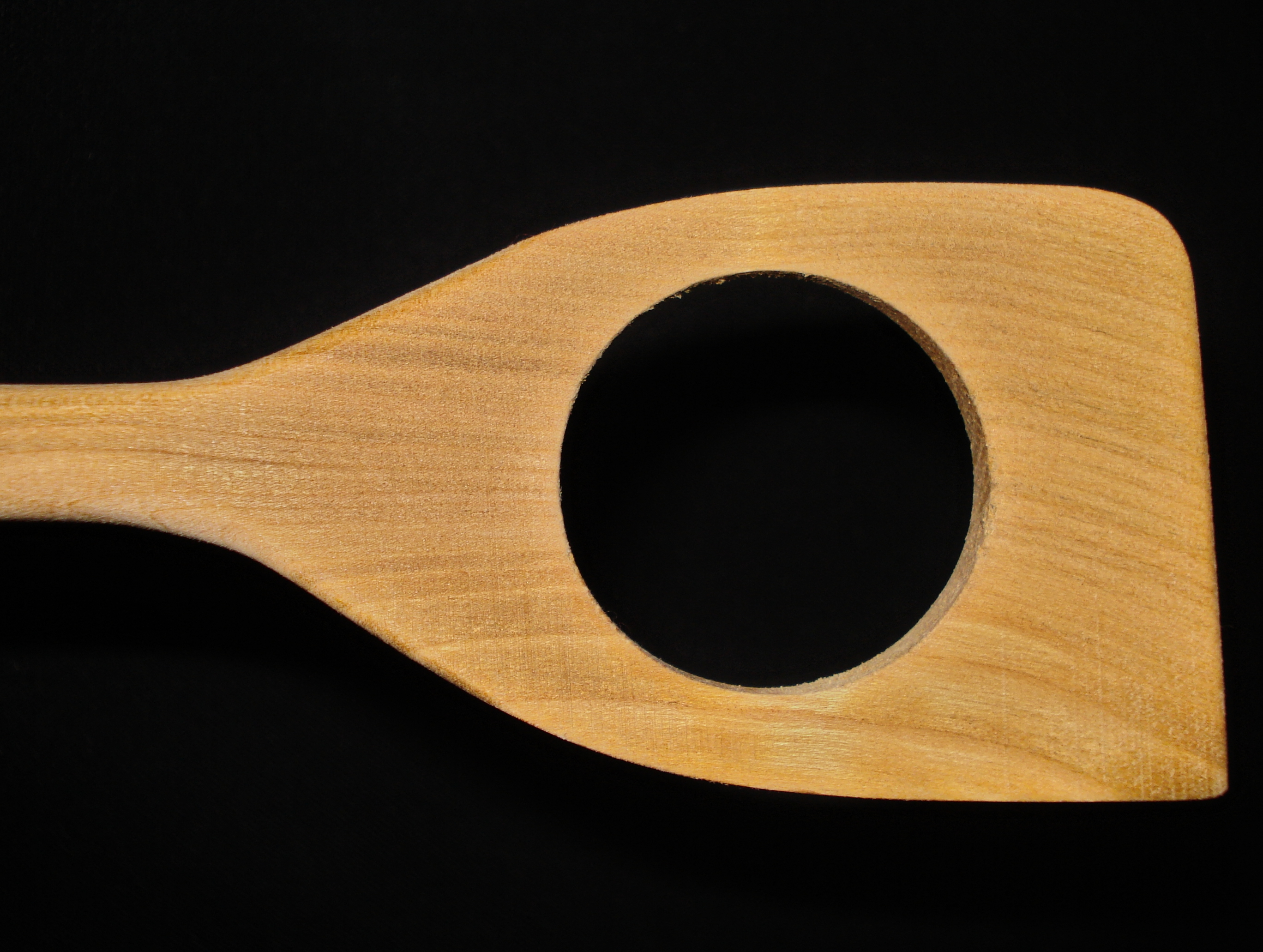
Spezieller Kochlöffel für Risotto-Gerichte

Der Kochlöffel (im Schweizerdeutschen auch Kelle oder Holzkelle genannt) ist ein Küchengerät zum Umrühren von Suppen und anderen Speisen, um die Zutaten zu mischen und ein Anbrennen oder Verklumpen während der Zubereitung zu vermeiden. Auch dient er zum Aufnehmen von Flüssigkeiten und weichen Speisen zum Zwecke des Kostens.
Er besteht aus einer flachen Schale mit Stiel in unterschiedlichen Längen, passend zum jeweils verwendeten Topf. Oft besitzt der Kochlöffel eine spitz zulaufende Ecke, um besser in die Unterkante des Kochtopfes gelangen zu können. Die Variante mit Loch wird auch Rührlöffel oder Lochkelle genannt.
Die Kochlöffel waren früher stets aus Holz (meist Ahorn), heute gibt es sie in vielen Formen und Farben auch aus Kunststoff.
Manchmal zieren Kochmütze und Kochlöffel die Fassade eines Restaurants, um anzuzeigen, dass dort warme Küche geboten wird. Die große Wäsche, die früher noch in wannengroßen Kübeln gekocht wurde, wurde ebenfalls mit einem etwa 1,20 m langen hölzernen Kochlöffel umgewendet, gerührt und herausgenommen. 